# Bélesta-en-Lauragais
Bélesta-en-Lauragais (em occitano:  Belestar de Lauragués) é uma comuna francesa na região administrativa da Occitânia, no departamento do Alto Garona. Estende-se por uma área de 5.59 km², com 117 habitantes, segundo o censo de 2018, com uma densidade de 21 hab/km².